# چاحال، قصور
چاهل (به انگلیسی: Chahal) یک منطقهٔ مسکونی در پاکستان است که در پنجاب واقع شده‌است. چاحال ۱۷۹ متر بالاتر از سطح دریا واقع شده‌است.